# Facci caso
Facci caso è una canzone scritta da Federica Camba, distribuita da Believe Music.

## Il brano
Il brano è stato reso disponibile come singolo per l'airplay radiofonico a partire dal 10 luglio 2020.
Ispirazione per la scrittura di questo brano è stato Il libro di Kurt Vonnegut, dal titolo Quando siete felici, fateci caso.
Facci caso, è un inno alla voglia di vivere, un brano che parla della felicità che diamo per scontata, a cui non abbiamo fatto caso, e di quanto le vite che non abbiamo vissuto siano un prezioso patrimonio: è proprio quando crediamo di aver bisogno di cose diverse che dobbiamo renderci conto che il destino è nelle nostre mani.
A un mese esatto dalla pubblicazione, il 10 agosto 2020 esce Facci caso - Poni a menti, un omaggio, in lingua sarda, alla terra della sua infanzia.

## Il video
Il 9 luglio 2020 esce il video del singolo su Youtube. 

## Tracce
Download digitale
1. Facci caso – 3:06
2. Facci caso/Poni a menti (Sardian version) – 3:06